# Ludwig Haach
Ludwig Haach (* 3. November 1813 in Dresden; † 29. März 1842 in Rom) war ein deutscher Porzellan-, Dekorations-, Historien- und Porträtmaler sowie Zeichner und Kupferstecher.

## Leben

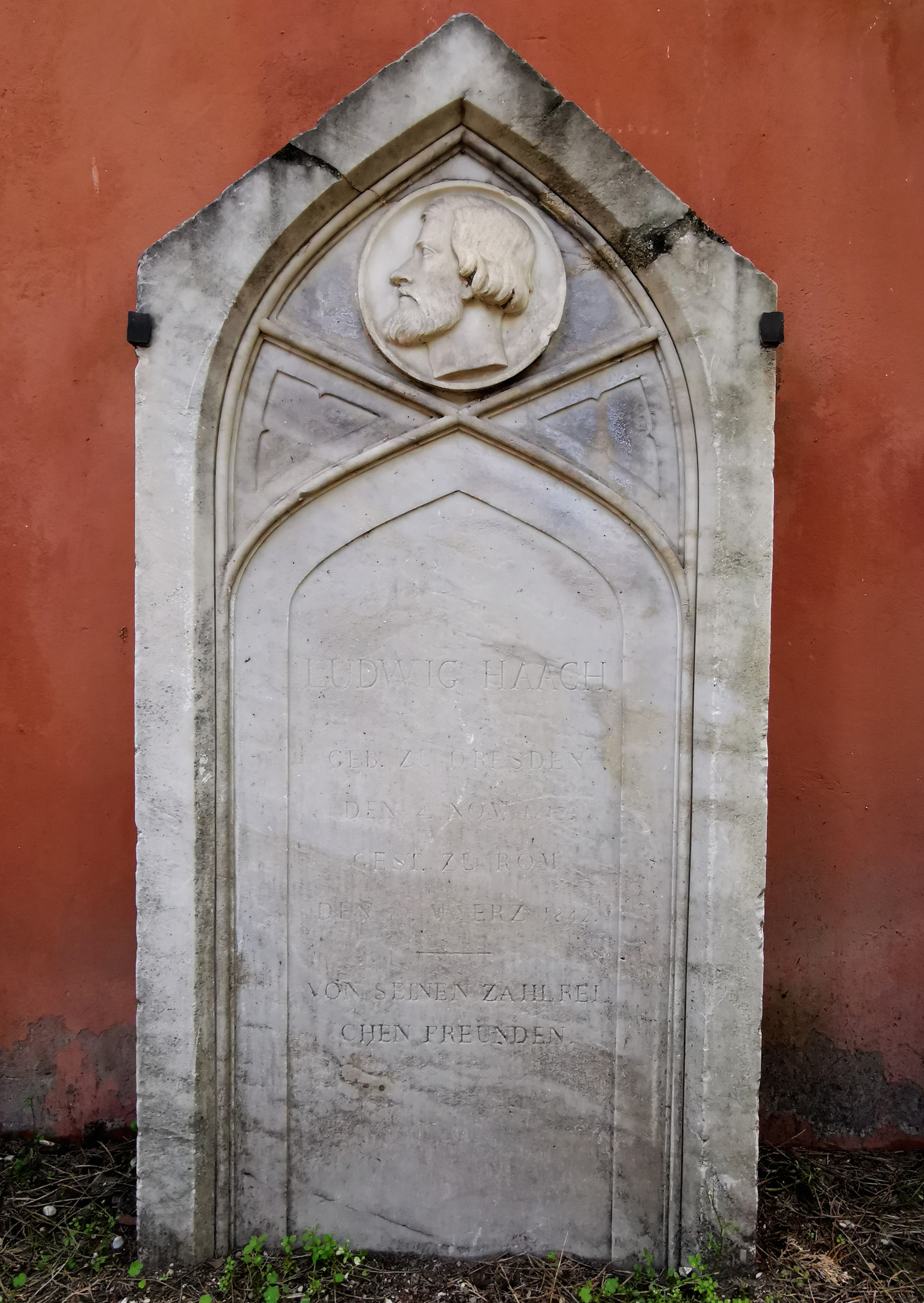
Grab auf dem Nichtkatholischen (Protestantischen) Friedhof Rom

Haach besuchte ab 1826 die Zeichenschule in Meißen, wo ab 1828 Ludwig Richter unterrichtete. 1830 ging er zum Malereistudium auf die Kunstakademie Dresden. Ab 1834 arbeitete er vorübergehend als Blumenmaler an der Porzellanmanufaktur Meißen. Außerdem schuf er Kreidezeichnungen mit biblischen Motiven, Porträts und Kupferstiche für den Sächsischen Kunstverein. 1835 schmückte er mehrere Räume des Japanischen Palais mit Temperamalereien aus. 1836 gestaltete er einen Saal im Hause des Leipziger Buchhändliers L. Barth durch eine enkaustische Malerei. Im gleichen Jahr erhielt er ein Stipendium des sächsischen Königs. Es ermöglichte ihm ein Studium an der Kunstakademie Düsseldorf. Dort war er von 1837 bis 1840 Schüler der Historienmaler Wilhelm Schadow und Theodor Hildebrandt. Sein Gemälde Elisier führt dem Isaak die Rebekka zu (1840) gilt als ein Hauptwerk der Düsseldorfer Studienzeit. Mit seinem Studienfreund Alexander Heubel zog er im Herbst 1840 nach Rom, wo er in der Periode 1841/1842 der Ponte-Molle-Gesellschaft vorsaß. 1842 begann er das Gemälde Die heiligen drei Könige vor Herodes. Aufgrund seines Todes, den eine „übermäßige Anstrengung“ verursacht haben soll, konnte er es nicht mehr vollenden. Haach wurde auf dem Protestantischen Friedhof von Rom bestattet. Sein dortiges Grabmal ist erhalten.